# Valparaiso Beacons

Athletics–Recreation Center.

Valparaiso Beacons (español: Balizas de Valparaíso) es el nombre que reciben los equipos deportivos de la Universidad de Valparaiso, situada en Valparaíso, en el estado de Indiana. Los equipos de los Beacons participan en las competiciones universitarias organizadas por la NCAA, y forman parte de la Missouri Valley Conference, de la cual son miembros de pleno derecho desde 2017, mientras que el equipo de fútbol americano pertenece a la Pioneer Football League.

## Apodo y mascota
Después de muchos años sin tener apodo y mascota, la universidad eligió el del Ulano en 1931 por delante de otras dos opciones, Dunesmen y Vandals. Tras un debate en 1941 sobre la conveniencia de elegir un nuevo nombre menos relacionado con la causa nazi, en 1942 se adoptó el actual de Crusader (Cruzado). La mascota fue diseñada por un artista de la factoría Disney en 1951, y no ha sufrido modificaciones desde entonces.
La universidad anunció en 11 de febrero de 2021 que retiraría el apodo de "Crusaders" debido a lo que llamó "connotación negativa y violencia asociada con las imágenes de Crusader" (inglés: negative connotation and violence associated with the Crusader imagery) y el uso del nombre por parte de ciertos grupos de odio. El nuevo apodo de "Beacons" se anunció el 10 de agosto de 2021.

## Afiliaciones a Conferencias
Los Beacons llegaron a la División I de la NCAA en 1982 cuando el equipo de baloncesto masculino se unió a la Mid-Continent Conference. El resto de deportes se unieron posteriormente.
| Años          | Fútbol Americano        | Baloncesto Masculino       | Baloncesto Femenino        |
| ------------- | ----------------------- | -------------------------- | -------------------------- |
| 1982-1987     | División II de la NCAA  | Mid-Continent Conference   |                            |
| 1987-1992     | División II de la NCAA  | Mid-Continent Conference   | North Star Conference      |
| 1992-1993     | División II de la NCAA  | Mid-Continent Conference   | Mid-Continent Conference   |
| 1993-2007     | Pioneer Football League | Mid-Continent Conference   | Mid-Continent Conference   |
| 2007-2017     | Pioneer Football League | Horizon League             | Horizon League             |
| 2017-presente | Pioneer Football League | Missouri Valley Conference | Missouri Valley Conference |

## Programa deportivo
Los Beacons participan en las siguientes modalidades deportivas:
| - Masculino - Baloncesto - Béisbol - Cross - Atletismo - Natación - Fútbol - Fútbol americano - Golf - Tenis | - Femenino - Baloncesto - Cross - Atletismo - Fútbol - Tenis - Golf - Natación - Voleibol - Softball - Bolos |

### Baloncesto
El equipo de baloncesto masculino ha conseguido el título de conferencia en 8 ocasiones, siempre dentro de The Summit League, y ha llegado al Torneo de la NCAA en 7 ocasiones, siendo la última ocasión en 2004. Su mejor actuación se produjo en 1998, cuando alcanzaron los Sweet Sixteen, los octavos de final. Un total de cinco jugadores han llegado a la NBA, destacando entre todos ellos Bryce Drew, que jugó 6 temporadas.

## Instalaciones deportivas
- Athletics–Recreation Center es el pabellón donde disputan sus partidos los equipos de baloncesto y voleibol. Tiene una capacidad para 5.000 espectadores y fue inaugurado en 1984.[8]
- Brown Field es el estadio donde se disputa el fútbol americano. Fue inaugurado en 1919, logrando ese año su primera victoria de su historia, ante Chicago YMCA por 26-0.[9]
- Emory G. Bauer Field es el estadio donde se disputa el béisbol. Tiene una capacidad para 500 espectadores, y fue inaugurado en 1970.[10]